# Tieme de Jong
Tieme Anton de Jong (* 10. November 2001) ist ein niederländischer Volleyballspieler.

## Karriere
De Jong spielte 2017/18 bei VV Compaen und in der folgenden Saison bei VV Zaanstad, mit denen er 2019 die A-Jugend-Meisterschaft gewann. Von 2019 bis 2021 wurde er im Talentteam Papendal weiter ausgebildet. Mit den niederländischen Junioren erreichte der Zuspieler 2020 den sechsten Platz bei der U19-Europameisterschaft in Tschechien. 2021 wechselte de Jong zu Lycurgus Groningen. Mit dem Verein gewann er 2022 und 2023 den niederländischen Pokal. In der Saison 2023/24 spielte er bei Simplex SSS Barneveld. 2024 wechselte er zum deutschen Bundesligisten TSV Haching München.